# تج (درخت)
تج یا مغیل یا گَبَر (نام علمی: Acacia oerfota یا Vachellia oerfota) درختچه‌ای همیشه سبز از تیره مخروطیان است که بومی خاورمیانه، جنوب ایران، آسیا و آفریقا است.
این درخت در ایران در سواحل دریای عمان، در جنوب استان سیستان و بلوچستان و استان هرمزگان (غرب بندرعباس، بندر خمیر، ۱۴ کیلومتری شمال شرق بندر عباس، میناب، بین میناب و رودان، گردنه گهره بین بندرعباس و حاجی‌آباد، بستک، جزیره قشم، جزیره لارک، جزیره هرمز، جزیره هنگام، شیب جنوبی کوه گنو، اطراف بندر سیریک) می‌روید.
درختچه‌ای به ارتفاع ۱ تا ۲ متر است که شاخه‌های محکم با بندهای کوتاه دارد. شاخه‌های جوان آن کم‌رنگ‌اند و کرک‌های موئی نرم دارند. خارهایی به طول ۸ تا ۱۵ میلی‌متر دارد که به صورت راست و محکم و کم‌وبیش با زاویه راست گسترده شده‌اند.
این درخت با نام محلی گبر، یکی از گیاهان غالب درخت و درختچه‌های نوار ساحلی خلیج فارس و دریای عمان است. این گیاه سالیانه مقدار زیادی سر شاخه و نیام تولید می‌کند که به وسیله دامهایی مانند بز، گاو و شتر مصرف می‌شود؛ بنابراین شناخت مواد مغذی و ارزش غذایی آن از اهمیت بالایی در نزد دامداران برخوردار است. تحقیقات انجام شده بر روی سر شاخه و میوه این درخت در مرکز تحقیقات کشاورزی و منابع طبیعی هرمزگان نشان می‌دهد که سر شاخه‌های جوان آن حاوی ۶/۱۶ درصد پروتئین خام، ۴/۲ درصد چربی خام، ۳/۱۸ درصد الیاف خام، ۸/۶ درصد خاکستر، ۷۲/۰ درصد کلسیم و ۲۱/۰ درصد فسفر است، همچنین با تحقیقات انجام شده در تغذیه سر شاخه‌های جوان و میوه این درخت بر روی بزهای بومی استان هرمزگان مشخص شد که قابلیت هضم ماده خشک، پروتئین خام، الیاف خام و عصاره عاری از ازت به ترتیب در سر شاخه‌های جوان یک ساله برابر ۷۱/۵۸، ۷۰/۵۰، ۹۱/۳۷، ۱۷/۷۸ درصد و در میوه آن برابر ۵۶/۶۴، ۴۷، ۲۹/۵۴ و ۸۵/۸۰ درصد است. به‌طور کلی براساس تحقیقات انجام شده می‌توان از سر شاخه‌های جوان یک ساله و میوه آکاسیا چتری به عنوان یک مکمل مناسب پروتئینی و حتی سایر مواد معدنی و ویتامینی در جیره روزانه انواع دام‌ها استفاده نمود.

## مشخصات
این گیاه به صورت درختچه‌ای به ارتفاع ۷–۲ متر وجود دارد. تاج آن در سطح بالایی معمولاً مسطح چتری و شاخه‌های جوان آن به صورت انبوه و کرک آلود (کرک‌های کوتاه)، میوه آن کاملاً پیچ و تاب خورده‌است. فصل گلدهی آن خرداد تا تیرماه و زمان رسیدن میوه (نیام) اواخر تیر و شهریورماه است. این گیاه متعلق به خلیج عمانی بوده که در نزدیکی دریا تا ارتفاع ۵۰۰ متر از سطح دریا دیده می‌شود. از این گونه توده‌های متراکمی در استان هرمزگان و در مناطق بندر سیریک، سرخون بندرعباس، بندر خمیر، سواحل بندر لنگه و تا حدودی گاوبندی دیده می‌شود. دامداران در زمستان از سر شاخه‌ها و در تابستان از میوه (نیام) آن برای تغذیه دام استفاده می‌کنند.
مهم‌ترین ارزش غذایی گبر استفاده از شاخه، برگ و میوه آن بخصوص در مناطق ساحلی استان هرمزگان به عنوان یک منبع علوفه‌ای در تغذیه دام‌ها است. سر شاخه‌های جوان، برگ‌ها و میوه‌ها برای دام‌ها بسیار خوش‌خوراک هستند.
در مطالعات انجام شده مشخص شد که سالانه حدود یک تن در هکتار شاخه و برگ قابل استفاده برای دام تولید می‌کند.

## ارزش غذایی سر شاخه و میوه گبر
میزان پروتئین خام میوه گبر بالاست از این لحاظ می‌توان با پروتئین خام یونجه مقایسه نمود. از طرفی میزان عصاره فاقد ازت سر شاخه و نیام گبر نیز به ترتیب ۵۶ و ۷/۴۸ درصد است که در مقایسه با عصاره فاقد ازت یونجه ۴۰/۳۶ درصد بالاتر است که می‌تواند به عنوان یک منبع انرژی قابل استفاده باشد. از نظر عناصر معدنی پُر نیاز کلسیم، فسفر، منیزیم و پتاسیم به ترتیب در سر شاخه ۷۲/۰، ۱۹/۰، ۳۵/۰، ۲/۱ درصد و در میوه ۹۲/۰، ۲۱/۰، ۱۶/۰٬۴۸/۱ درصد است. از نظر عناصر کم نیاز به جز مس در میوه گبر، غلظت سایر عناصر بالاست.
سر شاخه‌های جوان و میوه آکاسیا چتری را می‌توان در ردیف علوفه‌های مرغوب قلمداد کرد که از نظر مواد آلی و معدنی برای دام مناسب بوده ولی از نظر فسفر و مس فقیر است. ترکیبات شیمیایی و ضریب هضمی ماده خشک و مواد مغذی سر شاخه و میوه آکاسیا نشانگر این است که این مواد خوراکی می‌تواند در جیره غذایی دام‌ها به عنوان مکمل پروتئینی مورد استفاده قرار گیرد و همچنین به علت بالا بودن ضریب هضمی عصاره عاری از ازت آن به عنوان یک منبع خوب انرژی برای دام‌ها محسوب شود.